# Freeride
Freeride je označení způsobu jízdy, které se používá u mnoha adrenalinových sportů většinou pro jízdu mimo běžně užívané, upravené a vyznačené terény. Nejčastěji se s tímto termínem setkáváme u lyžování, snowboardingu, cyklistiky (MTB) a někdy také skateboardingu. Původně anglický termín můžeme volně přeložit jako jízda ve volném terénu.

## Cyklistika (MTB)
Freeride je odvětví cyklistiky typické zejména pro horská kola (MTB), kde se jezdec snaží předvést efektivní jízdu s triky. Čas se počítá málokdy. Jezdec předvádí triky typu superman, condor, seatgrab, no hands apod. Nejlepší freerideři v České republice jsou Richard Gasperotti, Michal Maroši a Tomáš Zejda kteří byli zatím jako jediní Češi na Red Bull Rampage[zdroj?]. Richard ale poslední roky už na Red Bull Rampage nejezdí, neboť při posledním závodu Rampage nemohl jezdit kvůli svým kloubům.
Red Bull Rampage je největší freeridová soutěž na Zemi. Každým rokem se zvyšují nároky na jízdu a také se mění jezdci. Tato soutěž se pořádá v USA, konkrétně v Utahu. Za úkol jezdce je si vybrat trať, ale musí projet minimálně půlkou překážek postavených pořadateli. Letos to byl 12 metrový drop.
Skoky tam většinou dosahují velikosti 4–5 metrů. Nikdo se na tomto závodě zatím nezabil.
Freeride v České republice je spíše provozován na tratích v lese, které postavili sami jezdci. Po republice bylo postaveno také mnoho bike parků kde se nachází další freeridové tratě plné klopených zatáček, skoků (gapů, dropů apod.) Nejlepším freeridovým jezdcem je prozatím Cameron Zink, který vyhrál Red Bull rampage 2010 a také Crankworx Whistler slopestyle v Kanadě, což je velice uznávaný závod.